# Sebastián Roco
Sebastián Roco, född 26 juni 1983, är en chilensk fotbollsspelare från Cobreloa.

## Landslaget
Roco debuterade i det chilenska landslaget 2006. Han gjorde mål mot Nya Zeeland i sin debutmatch.